# Norderstapel
Norderstapel este o comună din landul Schleswig-Holstein, Germania.